# Saligao
Saligao è una suddivisione dell'India, classificata come census town, di 5.553 abitanti, situata nel distretto di Goa Nord, nello territorio federato di Goa. In base al numero di abitanti la città rientra nella classe V (da 5.000 a 9.999 persone).

## Geografia fisica
La città è situata a 15° 33' 0 N e 73° 46' 0 E e ha un'altitudine di 8 m s.l.m..

## Società

### Evoluzione demografica
Al censimento del 2001 la popolazione di Saligao assommava a 5.553 persone, delle quali 2.816 maschi e 2.737 femmine. I bambini di età inferiore o uguale ai sei anni assommavano a 468, dei quali 245 maschi e 223 femmine. Infine, coloro che erano in grado di saper almeno leggere e scrivere erano 4.531, dei quali 2.445 maschi e 2.086 femmine.